# 王凡 (沙滩排球运动员)
王凡（1994年1月27日—），中国女子沙滩排球运动员，2014年亚洲运动会女子沙滩排球铜牌得主、2018年亚洲运动会女子沙滩排球金牌得主、2022年亚洲运动会女子沙滩排球铜牌得主。